# Amanita jacksonii
Espèce
Amanita jacksonii, l'Amanite de Jackson ou le César fuselé d'Amérique, est une espèce de champignons basidiomycètes comestibles de la côte est de l'Amérique du Nord qui fait partie du genre Amanita dans la famille des Amanitaceae. Proche de l'Amanita caesarea européenne, son stipe (pied) est moins massif et l'hyménophore est plus vif encore.
De nombreuses variétés sont répertoriées sans qu'on sache s'il s'agit d'espèces différentes ou de variétés.

## Description du sporophore

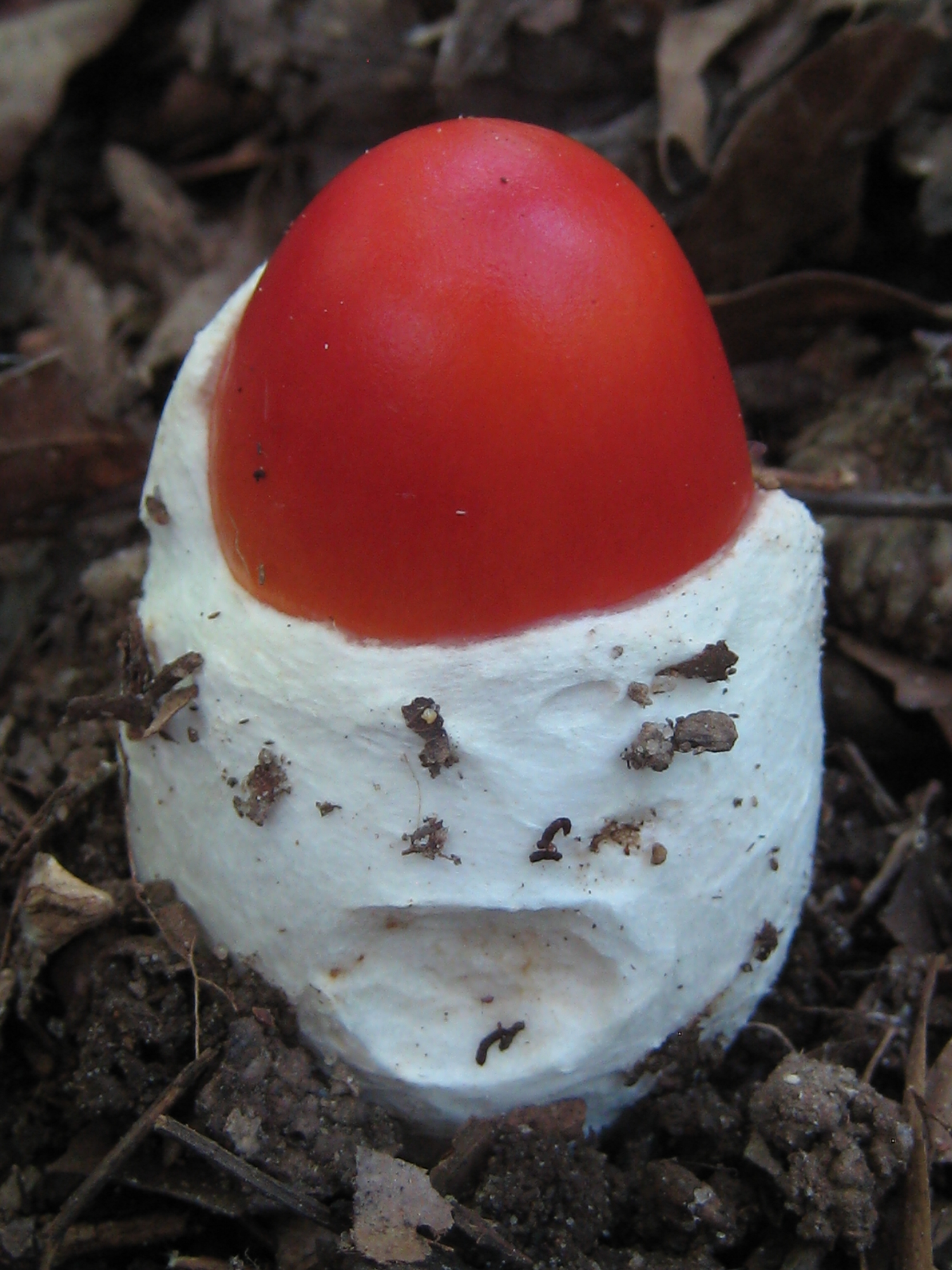
Jeune spécimen dans sa volve.

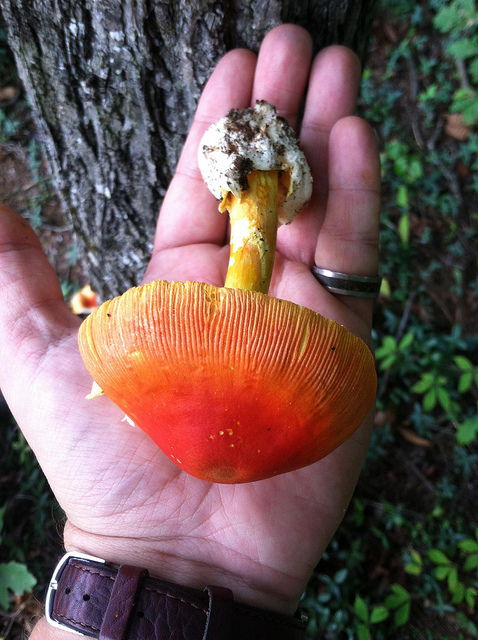
Spécimen adulte avec volve.

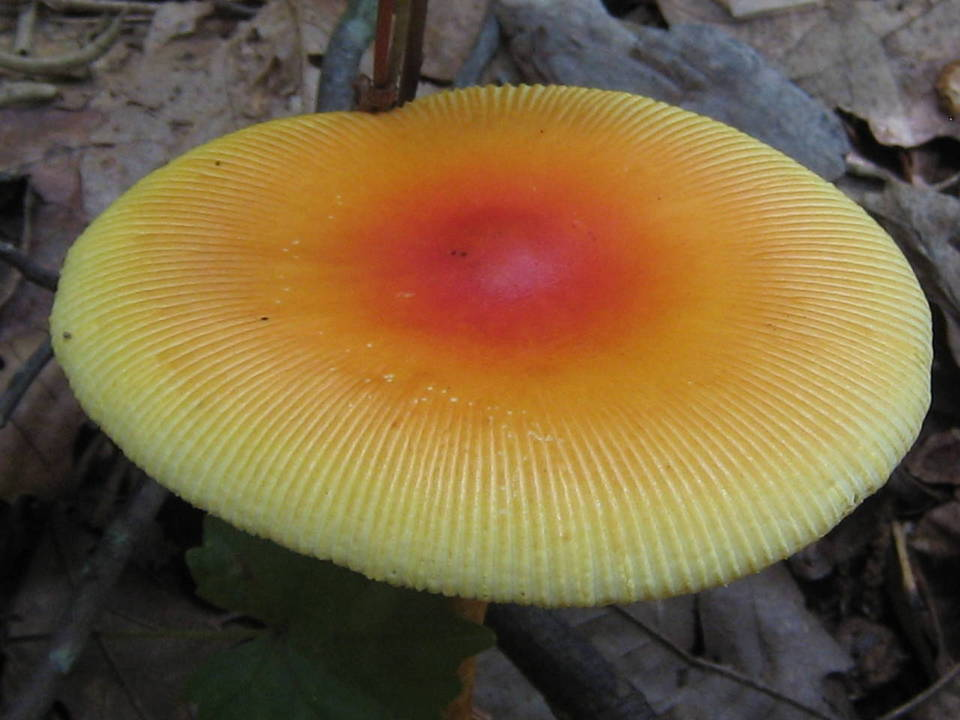
Amanita jaksonii, spécimen adulte umboné avec sa marge pectinée.

Apparaissant à l'est du continent Nord-américain, des forêts boisées de la province de Québec jusqu'à l'État mexicain d'Hidalgo,
Cuticule : elle est facilement reconnaissable à ses couleurs brillantes ; l'hyménophore va de 8 à 12 cm de diamètre. La couleur de l'hyménophore commence à s'estomper du jaune à partir la marge pectinée vers l'umbon qui reste rouge.
Stipe : de 9 à 14 cm, mince, fibreux, jaune rougeâtre à orange. Certaines variétés ont un stipe massif comme l'espèce européenne. Une espèce robuste ordinaire inféodée au pin Pinus ponderosa en Arizona et au Nouveau-Mexique a été considérée comme le lien avec Amanita caesarea pendant des années, elle a un stipe de 1,5 à 3 cm d'épaisseur. Seule l'analyse des gènes communs nous donnera les réponses précises quant à la distribution entre espèces différentes et les simples variétés.

## Habitat
Amanita jacksonii est mycorhizienne avec les chênes et les pins, l'été et l'automne.
Elle est répandue du Québec au Canada jusque dans les plaines des USA et l'État d'Hidalgo au Mexique.

## Systématique
Amanita jacksonii du nom du naturaliste MHAC Jackson (1877-1961) est classée actuellement dans la section vagineae du sous-genre Amanita, récemment classée dans le nouveau clade plutéoïde des Agaricales.

## Taxonomie

### Nom binomial accepté
Les sources sont divisées :
Amanita jacksonii Pomerleau 1984.

### Synonymes
- Amanita umbonata (Sumst.) Sartory & L. Maire 1923[4] (synonyme)
- Amanitopsis umbonata (Sumst.) Sacc. & Trotter 1925 (synonyme)
- Vaginata umbonata (Sumst. 1914[5]) (synonyme)
- Amanita tullossii

### La nébuleuse américaine
Les versions nord-américaines de l'Amanita caesarea européenne sont nombreuses et confuses. Leur taxonomie n'a pas encore été complètement établie, et il faudra attendre les résultats des études phylogénétiques pour y voir clair. Les principaux spécimens responsables de cette polémique sont assez facilement reconnaissables par leurs lames jaunes, leur ample volve blanche en forme de sac, et leur couleur orange vif ou son hyménophore franchement rouge, aux marges pectinées. À la tête de cette nébuleuse taxonomique, on trouve Amanita jacksonii.
Une espèce sans nom d'amanite, recueillie dans le New Jersey, semblable à Amanita jacksonii, est représentée et décrite brièvement par Phillips (1991). Ce peut ou peut ne pas être le même champignon que celui décrit sous le nom provisoire Amanita banningiana (Tulloss) : la cuticule est brune au centre et jaunâtre vers la marge, et son stipe est blanc.

### Autres espèces et variétés
- Amanita murrilliana Singer, trouvée à l'est des Great Plains dans le chêne ou en mixte bouleau conifères bois, diffère de Amanita jacksonii présente des couleurs beaucoup plus pâles et une volve qui est largement attachée à la tige.
- Amanita banningiana (Tulloss nom prov.) a une cuticule qui est d'abord jaune, devenant brun jaunâtre à brun-orange au centre ; elle se trouve sous les hêtres, les chêne ou les pins, les forêts de chênes, les spores longues et de 8,5 à 12 μ.
- Amanita sp. F10, une espèce en Floride croissant sous les pins, dans les forêts de chênes, présente une cuticule jaune vif qui, adulte, devient orange rougeâtre au centre avec des spores 9 à 11 μ de long.
- Amanita sp. CR6, proche du chêne américain, a une cuticule qui présente des nuances olive quand il est jeune, et plus tard devient jaune brunâtre avec un centre brun rougeâtre ; son stipe est sale, des restes jaune du voile universel s'accrochant à elle, et ses spores sont de 8 à 11 μ de long.
- Amanita virginiana (Murrill), dit Petit César de Virginie, proche d'Amanita vaginata par les dimensions, a des couleurs brun-vin.

En 2001, plusieurs Césars mexicaines ont été décrites, y compris Amanita basii, Amanita Laurae et Amanita Yema, qui ont toutes des stipes épais comme l'Amanita cesareae européenne.

### Tableau morphologique comparatif
| Nom scientifique      | Noms vernaculaire                 | Cuticule du chapeau                                      | Marge du chapeau    | Couleur du stipe et des lames | Ovoïde de l'œuf        | Forme de la volve                | Habitat                         |
| --------------------- | --------------------------------- | -------------------------------------------------------- | ------------------- | ----------------------------- | ---------------------- | -------------------------------- | ------------------------------- |
| Amanita muscaria      | Amanite tue-mouches Fausse oronge | parsemé de petits flocons blancs, éventuellement délavés | lisse et rouge      | blanc                         | circulaire vers le bas | bourrelet floconneux             | Universelle                     |
| Amanita caesarea      | Amanite des Césars Oronge (vraie) | nu avec parfois des grands lambeaux de volve             | strié et jaune d'or | jaune d'or (jamais blanc)     | elliptique vers le bas | blanche, épaisse en forme de sac | Méditerranée, Indes, Sichuan    |
| Amanita xanthocephala | Grisette vermillon                | lambeaux de volve orange                                 | strié et orange     | blanche                       | circulaire vers le bas | orange, forme de sac             | Australie, Tasmanie             |
| Amanita jacksonii     | César d'Amérique                  | aucun lambeau orange                                     | pectinée et rouge   | jaune                         | en forme de sac        | rouge écarlate, forme de sac     | Côte Est : Canada, USA, Mexique |